# Rhyacophila furcifera
Rhyacophila furcifera là một loài Trichoptera trong họ Rhyacophilidae. Chúng phân bố ở miền Cổ bắc.